# Сан-Джованні-ін-Кроче
Сан-Джованні-ін-Кроче (італ. San Giovanni in Croce) — муніципалітет в Італії, у регіоні Ломбардія,  провінція Кремона.
Сан-Джованні-ін-Кроче розташований на відстані близько 400 км на північний захід від Рима, 105 км на південний схід від Мілана, 27 км на схід від Кремони.
Населення — 1916 осіб (2014).
Щорічний фестиваль відбувається 24 червня. Покровитель — святий Іван Хреститель.

## Демографія
Населення за роками:

Станом на 1 січня 2023 року в муніципалітеті офіційно проживали 304 іноземці з 23 країн, серед них 95 громадян країн Євросоюзу та 5 громадян України.

## Сусідні муніципалітети
- Кастельдідоне
- Гуссола
- Мартіньяна-ді-По
- П'ядена
- Солароло-Райнеріо